# Acroceridae
Famille
Les Acroceridae sont une famille d'insectes diptères brachycères répartie en cinq sous-familles.
Cyrtidae et Oncodidae en sont synonymes.

## Liste des sous-familles
Selon BioLib (8 novembre 2024) :
- Acrocerinae Zetterstedt, 1837
- Cyrtinae Newman, 1834
- Ogcodinae Rondani, 1834
- Panopinae Schiner, 1868
- Philopotinae Schiner, 1868

## Liste des genres
Selon Catalogue of Life (28 févr. 2013) :
- genre Acrocera
- genre Africaterphis
- genre Apelleia
- genre Apsona
- genre Archipialea
- genre Asopsebius
- genre Astomella
- genre Astomelloides
- genre Camposella
- genre Corononcodes
- genre Cyrtus
- genre Dimacrocolus
- genre Eulonchus
- genre Exetasis
- genre Hadrogaster
- genre Helle
- genre Holops
- genre Lasia
- genre Lasioides
- genre Leucopsina
- genre Megalybus
- genre Meruia
- genre Mesophysa
- genre Neolasia
- genre Neopanops
- genre Nipponcyrtus
- genre Ocnaea
- genre Ogcodes
- genre Oligoneura
- genre Opsebius
- genre Panocalda
- genre Panops
- genre Paracyrtus
- genre Parahelle
- genre Philopota
- genre Physegastrella
- genre Pialea
- genre Psilodera
- genre Pterodontia
- genre Pteropexus
- genre Rhysogaster
- genre Sabroskya
- genre Sphaerops
- genre Stenopialea
- genre Subcyrtus
- genre Terphis
- genre Thyllis
- genre Turbopsebius
- genre Villalus

Selon NCBI (28 févr. 2013) :
- genre Acrocera
  - Acrocera bulla
  - Acrocera orbicula
- genre Actina
  - Actina chalybea
  - Actina viridis
- genre Apsona
  - Apsona muscaria
- genre Archipialea
- genre Arrhynchus
  - Arrhynchus penai
- genre Astomella
- genre Eulonchus
  - Eulonchus marialiciae
  - Eulonchus smaragdinus
- genre Helle
  - Helle longirostris
- genre Holops
- genre Lasia
  - Lasia carbonanicus
- genre Megalybus
- genre Mesophysa
  - Mesophysa ilzei
- genre Ocnaea
- genre Ogcodes
  - Ogcodes basalis
  - Ogcodes canadensis
  - Ogcodes fumatus
  - Ogcodes leptisoma
- genre Paracyrtus
  - Paracyrtus albofimbriatus
- genre Parahelle
- genre Philopota
- genre Psilodera
  - Psilodera affinis
- genre Pterodontia
- genre Sphaerops
- genre Terphis
- genre Thyllis
  - Thyllis crassa
  - Thyllis philopotoides
  - Thyllis splendens
- genre Turbopsebius
  - Turbopsebius diligens
- genre Acroceridae n. gen. 'New Caledonia'
  - Acroceridae gen. sp. 'New Caledonia'

Selon Paleobiology Database (28 févr. 2013) :
- genre Acrocera
- sous-famille Archocyrtinae
- genre Burmacyrtus
- genre Glaesoncodes
- sous-famille Philopotinae
- genre Prophilopota
- genre Schlingeromyia
- genre Villalites